# Josef Fischer (izraelský politik)
Josef Fischer (hebrejsky: יוסף פישר, žil 11. února 1920 – 14. prosince 1992) byl izraelský politik a poslanec Knesetu za strany Mapaj, Ma'arach, Izraelská strana práce a opět Ma'arach.

## Biografie
Narodil se v Budapešti v Maďarsku. V roce 1935 přesídlil do dnešního Izraele. V letech 1938–1940 sloužil v britské armádě jako vyslanec židovských jednotek Hagana. V letech 1940–1943 sloužil v židovských policejních silách, které střežily židovskou vesnici Chanita a oblast Haifského zálivu. Byl instruktorem Hagany, v roce 1947 velel výcvikovému táboru ve Kfar Azar (dnes součást města Ramat Gan). V letech 1947–1949 byl manažerem v průmyslu. V roce 1949 založil strojírenskou firmu. Angažoval se v Asociaci drobného průmyslu.

## Politická dráha
V roce 1952 vstoupil do strany Mapaj, pak působil ve straně Achdut ha-avoda. V izraelském parlamentu zasedl poprvé po volbách v roce 1959, do kterých šel za formaci Mapaj. Byl členem výboru pro veřejné služby, výboru pro ekonomické záležitosti a výboru House Committee. Znovu se v Knesetu objevil po volbách v roce 1961, kdy kandidoval opět za Mapaj. Stal se opět členem parlamentního výboru pro veřejné služby, výboru pro ekonomické záležitosti a výboru House Committee. Opětovně byl zvolen ve volbách v roce 1965, nyní na kandidátce formace Ma'arach. V průběhu volebního období dočasně přešel s celou stranou do poslaneckého klubu Strany práce, aby se pak vrátil k názvu Ma'arach. Byl členem parlamentního výboru finančního, výboru pro ekonomické záležitosti a výboru House Committee. Ve volbách v roce 1969 poslanecký mandát neobhájil.